# Amtsgericht Weener

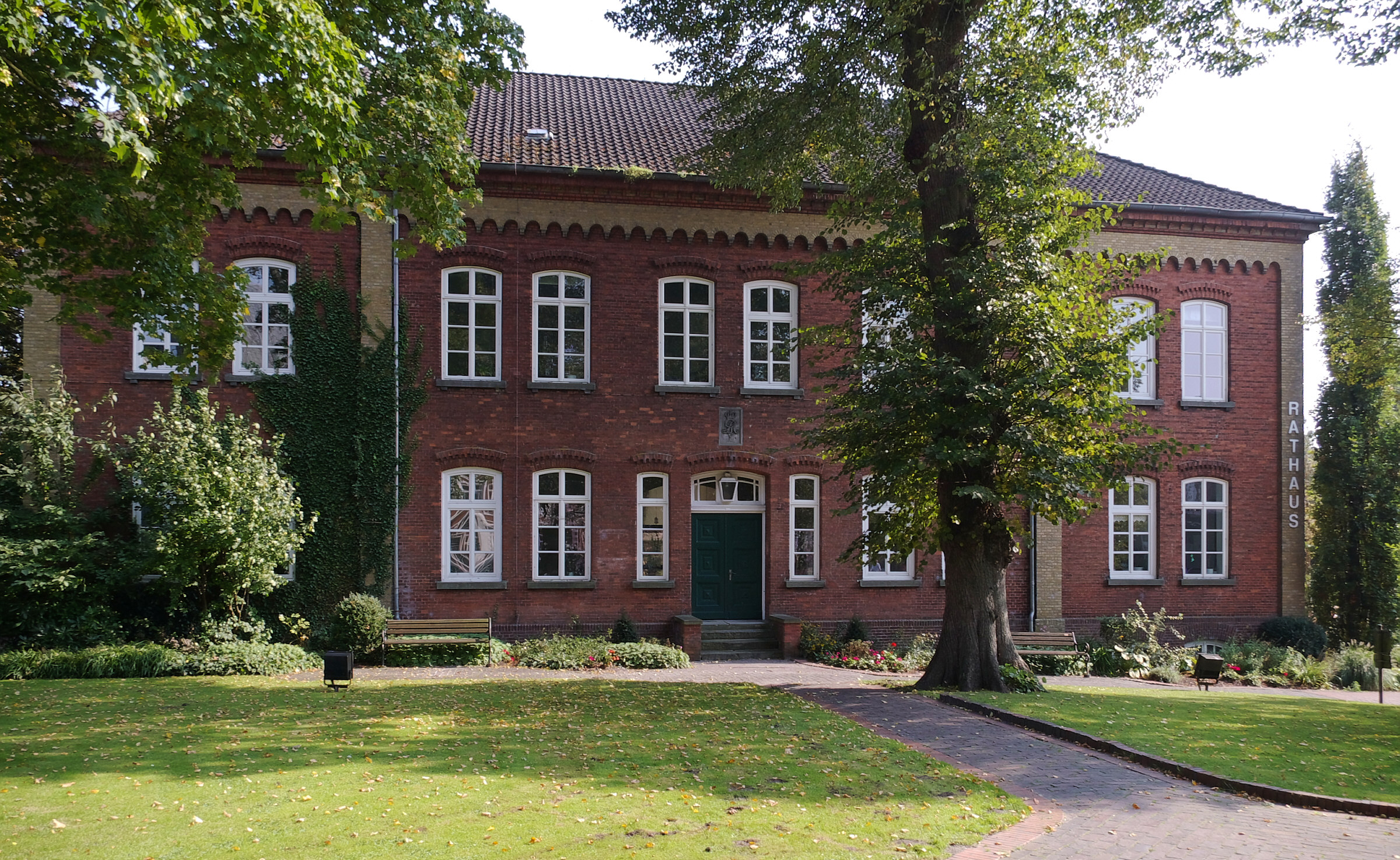
Ehemaliges Amtsgerichtsgebäude Weener, heute Rathaus

Das Amtsgericht Weener war ein Gericht der ordentlichen Gerichtsbarkeit in Weener.
Nach der Revolution von 1848 wurde im Königreich Hannover die Rechtsprechung von der Verwaltung getrennt und die Patrimonialgerichtsbarkeit abgeschafft.
Das Amtsgericht wurde daraufhin mit der Verordnung vom 7. August 1852 die Bildung der Amtsgerichte und unteren Verwaltungsbehörden betreffend als königlich hannoversches Amtsgericht gegründet.
Es umfasste das Amt Weener.
Das Amtsgericht war dem Obergericht Aurich untergeordnet. Mit der Annexion Hannovers durch Preußen wurde es zu einem preußischen Amtsgericht in der Provinz Hannover.
Mit dem Inkrafttreten des deutschen Gerichtsverfassungsgesetzes am 1. Oktober 1879 wurden reichsweit einheitlich Amts-, Land- und Oberlandesgerichte geschaffen. Das Amtsgericht Weener blieb bestehe und war nun dem Landgericht Aurich nachgeordnet.
Sein Gerichtsbezirk umfasste nun aus dem Landkreis Leer das Amt Weener. Am Gericht bestanden 1880 zwei Richterstellen. Das Amtsgericht war damit ein mittelgroßes Amtsgericht im Landgerichtsbezirk.
Im Jahre 1972 wurde es aufgelöst und sein Gerichtsbezirk dem Amtsgericht Leer zugeschlagen.
Das Amtsgericht Weener war in einem 1861 erbauten Amtsgebäude untergebracht. Das Haus steht heute unter Denkmalschutz und wird als Rathaus genutzt.